# La Journée nationale du commerce de proximité, de l'artisanat et du centre-ville
 (janvier 2021).
L'association « La Journée nationale du commerce de proximité, de l'artisanat et du centre-ville » (JNCP) est une organisation française qui a pour principaux buts de sensibiliser la population aux valeurs du commerce de proximité, d'unifier les commerçants et les acteurs économiques autour d’actions collectives, de favoriser l'échange informel entre citoyens et leurs commerçants et artisans locaux, d'unifier les commerçants autour de valeurs communes et de faire de cette journée un moment d'échange, de rencontre, sans aspect commercial.
Elle a lieu chaque année le deuxième samedi d'octobre.
La 15e édition de la JNCP se déroulera le 14 octobre 2023 dans plus de 200 communes. 

## Histoire
La JNCP est créée en 2005, à Colombes, en France, dans les Hauts-de-Seine, suivant le constat qu'une telle initiative n'existait pas. L'initiative, proposée par l'union commerciale de la ville et la municipalité, reçoit le soutien du Conseil général et de la CCIP délégation des Hauts-de-Seine.
En 2008, la manifestation devient nationale, puis, l'année suivante, annuelle.
En 2023, plus de 640 communes sont labellisées depuis la création du dispositif.
Le 10 octobre 2020, le ministre délégué chargé des Petites et Moyennes Entreprises, Alain Griset, apporte son soutien à l'initiative.

## Prix décerné

### Distinction
La JNCP décerne chaque année depuis 2009 (depuis l'édition 2008) le label « Commerce et Artisanat dans la ville » qui récompense un engagement dans le maintien et le développement du commerce de proximité dans la ville.
Tout comme pour les « Villes fleuries » ou les « Villes internet », aux côtés desquels il est souvent placé, il prend la forme d'un panneau de signalisation à l'entrée de la ville,,.

### Sourires
Le nombre de sourires remis est fonction de l'implication des commerçants, des artisans et de la municipalité dans la qualité de vie au sein de leur ville,.
Les villes peuvent obtenir entre 1 et 5 sourires.